# Сент-Илер-Торьё
Сент-Иле́р-Торьё (фр. Saint-Hilaire-Taurieux, окс. Sent Alari de Taurion) — коммуна во Франции, находится в регионе Лимузен. Департамент — Коррез. Входит в состав кантона Аржанта. Округ коммуны — Тюль.
Код INSEE коммуны — 19212.
Коммуна расположена приблизительно в 430 км к югу от Парижа, в 100 км юго-восточнее Лиможа, в 21 км к югу от Тюля.

## Население
Население коммуны на 2008 год составляло 97 человек.
| 1962 | 1968 | 1975 | 1982 | 1990 | 1999 | 2008 |
| ---- | ---- | ---- | ---- | ---- | ---- | ---- |
| 173  | 173  | 139  | 116  | 103  | 87   | 97   |

## Экономика
В 2007 году среди 45 человек в трудоспособном возрасте (15-64 лет) 36 были экономически активными, 9 — неактивными (показатель активности — 80,0 %, в 1999 году было 62,5 %). Из 36 активных работали 35 человек (20 мужчин и 15 женщин), безработной была 1 женщина. Среди 9 неактивных 1 человек был учеником или студентом, 5 — пенсионерами, 3 были неактивными по другим причинам.